# SID 10th Anniversary BEST
『SID 10th Anniversary BEST』（シド・テンス・アニバーサリー・ベスト）は、シドの1枚目のベスト・アルバム。2013年1月16日にキューンミュージックから発売された。

## 概要
シド初となるベスト・アルバム。2013年に結成10周年を迎えたシドの10th Anniversaryプロジェクト第1弾として発表された。単なるシングル曲の寄せ集めベストではなく、インディーズ時代、メジャー時代、シングル曲、アルバム曲問わず選曲された、18曲が収録されている。
完全生産限定盤（CD+DVD）、初回生産限定盤（CD+DVD）、通常盤（CDのみ）の3タイプで発売。完全生産限定盤には、BOX仕様・デジパック2Discトレイ、豪華40Pブックレット、初回特典DVD「10th Anniversary 秘蔵 Live Collection PART1」が付属、初回生産限定盤には、初回特典DVD「10th Anniversary 秘蔵 Live Collection PART2」が付属した。
シングル・アルバム通して初のオリコンウィークリーチャート1位を記録した。

## 収録曲
1. 夏恋 [4:29][1]
  - 作詞：マオ、作曲：Shinji
  - インディーズ6thシングル。
2. 嘘 [3:24][1]
  - 作詞：マオ、作曲：ゆうや
  - メジャー3rdシングル。
  - MBS・TBS系アニメ『鋼の錬金術師 FULLMETAL ALCHEMIST』第一期エンディングテーマ。
3. アリバイ [4:04][1]
  - 作詞：マオ、作曲：Shinji
  - 1stDVD+CDシングル『paint pops』にMusic Video作品として初収録された楽曲。音声メディアとしては、インディーズ2ndアルバム『星の都』に初収録。
4. モノクロのキス [3:58][1]
  - 作詞：マオ、作曲：Shinji
  - メジャー1stシングル。
  - TBS系アニメ『黒執事』オープニングテーマ。
5. 私は雨 [4:37][1]
  - 作詞：マオ、作曲：Shinji
  - 喪服時代『会場盤』に初収録された楽曲。インディーズ1stアルバム『憐哀 -レンアイ-』にて再レコーディングされたバージョンを収録。
6. レイン [4:16][1]
  - 作詞：マオ、作曲：ゆうや
  - メジャー6thシングル。

MBS・TBS系アニメ『鋼の錬金術師 FULLMETAL ALCHEMIST』最終期オープニングテーマ。
7. 御手紙 [3:49][1]
  - 作詞：マオ、作曲：御恵明希
  - インディーズ4thシングル。
  - TBS系列『ランク王国』オープニングテーマ。
8. ミルク [5:11][1]
  - 作詞：マオ、作曲：御恵明希
  - インディーズ3rdアルバム『play』収録曲。
9. 妄想日記 [3:50][1]
  - 作詞：マオ、作曲：Shinji
  - インディーズ1stアルバム『憐哀 -レンアイ-』収録曲。
10. 妄想日記2 [3:52][1]
  - 作詞：マオ、作曲：Shinji
  - メジャー1stアルバム『hikari』収録曲。
11. 眩暈 [4:13][1]
  - 作詞：マオ、作曲：御恵明希
  - インディーズ1stカップリング・ベスト『Side B complete collection〜e.B〜』にて新規収録された楽曲。
12. S [3:29][1]
  - 作詞：マオ、作曲：御恵明希
  - メジャー12thシングル。
  - 映画『貞子3D』主題歌。
13. sleep [4:45][1]
  - 作詞：マオ、作曲：御恵明希
  - メジャー5thシングル。
  - 日本テレビ系列「スッキリ!!」2010年3月テーマソング。
14. ハナビラ [5:13][1]
  - 作詞：マオ、作曲：御恵明希
  - インディーズ5thシングル『smile』カップリング曲。
15. 白いブラウス 可愛い人 [4:12][1]
  - 作詞：マオ、作曲：御恵明希
  - インディーズ3rdアルバム『play』収録曲。
16. and boyfriend [3:58][1]
  - 作詞：マオ、作曲：ゆうや
  - インディーズ4thアルバム『センチメンタルマキアート』収録曲。
17. エール [3:29][1]
  - 作詞：マオ、作曲：ゆうや
  - インディーズ2ndアルバム『星の都』収録曲。
18. V.I.P [3:12][1]
  - 作詞：マオ、作曲：御恵明希
  - メジャー13thシングル。
  - MBS・TBS系アニメ『マギ』前期オープニングテーマ。